# 115ª Squadriglia
La 115ª Squadriglia del Servizio Aeronautico del Regio Esercito fu operativa dal 23 agosto 1917 con aerei SAML.

## Storia

### Prima guerra mondiale
La nascita della 115ª Squadriglia è il 17 agosto 1917 al Campo di aviazione di Arcade al comando del Capitano Luigi Sella su SAML con motore Fiat A.12 da 200 hp che il 23 agosto va con 2 Sezioni a Nove di Bassano nel VII Gruppo (poi 7º Gruppo Autonomo Caccia Terrestre) con altri 7 piloti e 5 osservatori e la 3ª Sezione a Cavazzo Carnico che poi passerà alla 113ª Squadriglia.
Il 30 agosto le 2 Sezioni di Nove vanno al Campo di aviazione di Villaverla ricevendo la Sezione della 113ª Squadriglia passando al XII Gruppo (poi 12º Gruppo caccia) ma in settembre 2 Sezioni rientrano a Nove nel VII Gruppo.
Il 20 ottobre è nuovamente con 3 Sezioni a Villaverla e nella Battaglia di Caporetto svolge 20 bombardamenti, 43 ricognizioni e mitragliamenti con 7 morti.
Il 17 novembre il SAML S.2 dei Tenenti Ludovico Castiglioni ed osservatore Umberto Benvegnù Pasini viene abbattuto su Cima Ekar dai caccia Albatros D.III dell'Asso dell'aviazione Julius Arigi (19^ vittoria) e dell'asso Josef von Maier (4^ vittoria di 7 totali).
Il 27 novembre il SAML dei Tenenti Tullio Lowy e Severo Milani viene abbattuto dagli Albatros D.III degli assi Josef Kiss (13^ vittoria) e Georg Kenzian (3^ vittoria di 9 totali).
L'8 dicembre il reparto va a Campo di aviazione di San Pietro in Gu nel XV Gruppo ed il comando passa al Cap. Renato Pascale.
Il 16 dicembre avviene l'abbattimento su Arsiè del SAML di Matteo Fabbian e Orazio Giannini che stava mitragliando in Valle Goccia (Cismon del Grappa) da parte di Arigi (25^ vittoria), Kiss (17^) e Franz Lahner (3^ di 5 totali).
Alla fine dell'anno dispone di 7 piloti e 8 osservatori ed il 18 gennaio 1918 5 caccia Phönix D.I attaccano il SAML del Sergente Ubaldo Lenzi e del Ten. Stefano Achenza che rientra colpito dopo averne colpito uno e l'asso Frank Linke-Crawford rivendica la 14^ vittoria.
Il 26 gennaio l'aereo del Cap. Ludovico Andreuzzi attaccato da 6 Albatros D.III rientra colpito con Kiss che rivendica la 19^ vittoria.
Il 1º marzo opera per il Comando Truppe Altipiani con 3 aerei, 4 piloti e 4 osservatori ed il 18 marzo va a San Luca di Padernello (Paese) per l'8ª Armata.
Il 1º luglio il Maggiore Pascale dispone di altri 13 piloti e 5 osservatori quando dal 4 giugno iniziava a passare su 2 Pomilio PD e 4 Pomilio PE.
Nelle prime 2 settimane di luglio riceve i SAML S.2 della 114ª Squadriglia e 118ª Squadriglia cedendo i Pomilio operando per l'VIII Corpo d'Armata e XXVIII Corpo d'Armata.
Il 5 agosto va a Fossalunga con 10 piloti e 12 osservatori ed il 14 settembre il comando passa al Cap. Pietro Botta che dispone di 16 SAML, altri 8 piloti e 7 osservatori.
Dopo aver ricevuto 3 SAML e 3 piloti dalla 121ª Squadriglia alla fine della guerra dispone di 19 SAML, un Fiat R.2 arrivato il 22 ottobre.
Il reparto ha svolto 323 voli di guerra.
Dal 30 novembre entra nel XIX Gruppo e nel marzo 1919 va all'Aeroporto di Udine-Campoformido nel XX Gruppo (poi 20º Gruppo).
Al 20 aprile 1919 disponeva di 9 SAML.
Alla fine dell'anno il comando passa al Ten. Giuseppe Gennari operando per il Gruppo da Ricognizione Tattica e Strategica (ex XX Gruppo).
Il 1º aprile 1921 il reparto va all'Aeroporto di Bologna-Borgo Panigale Fausto Pesci passando poi sugli Ansaldo A.300, IMAM Ro.1, Ansaldo A.120 e RO 37 fino alla seconda guerra mondiale.

### Il dopoguerra
Il 20 dicembre 1925 è a Bologna nel 67º Gruppo del 21º Stormo di Bologna sugli Ansaldo A.300 della Regia Aeronautica.
Nel 1929 va con il 67º Gruppo all'Aeroporto di Poggio Renatico sugli IMAM Ro.1 fino al 16 ottobre 1931 quando tornano a Borgo Panigale.
Nell'ottobre 1936 passa sugli IMAM Ro.37.

### Seconda guerra mondiale
Al 10 giugno 1940 la 115ª Squadriglia Ricognizione su 4 IMAM Ro.37bis nel 67º Gruppo del 21º Stormo Osservazione Aerea della Regia Aeronautica opera da Borgo Panigale a supporto dell'8ª Armata (Regio Esercito) e Tirana per il 26º Corpo d'Armata nell'Aviazione Ausiliaria per l'Esercito.
Nel luglio 1942 passa sui Caproni Ca.313 quando è nel 76º Gruppo Osservazione Aerea.
All'8 settembre 1943 è a Devoli con 4 Caproni Ca.314 nel LXIII Gruppo Autonomo Osservazione Aerea per il Comando Aviazione Ausiliaria Regio Esercito.